# Luís Vicente
Luís Vicente (* um 1985) ist ein portugiesischer Jazz- und Improvisationsmusiker  (Trompete, Komposition).

## Leben und Wirken
Vicente erlernte die Trompete, als er beschloss, einer Philharmonie-Vereinigung beizutreten. Später nahm er Privatunterricht bei Tomás Pimentel. Er besuchte die Escola de Jazz Luís Villas Boas/Hot Club de Portugal, wo er die Gelegenheit hatte, bei João Moreira, Tomás Pimentel, Vasco Mendonça, Afonso Pais, Filipe Melo, Bruno Santos und André Fernandes zu studieren. In diesen Jahren nahm er auch an Workshops mit Musikern wie Mário Laginha, David Binney, Jesse Davis, Evan Parker, Julian Argüelles, Ohad Talmor, André Fernandes, Pedro Madaleno und Phil Grenadier teil.
Erste Aufnahmen entstanden 2013 in Lissabon in der Gruppe Deux Maisons mit Théo Ceccaldi, Valentin Ceccaldi und Marco Franco. In den folgenden Jahren arbeitete Vicente u. a. mit John Dikeman, Raoul van der Weide, Ziv Taubenfeld und Samo Šalamon. Nach dem Soloalbum Mare (2018) legte er das mit dem Schlagzeuger Vasco Trilla eingespielte Album A Brighter Side of Darkness vor, erschienen bei Clean Feed. Im Laufe seiner bisherigen Karriere spielte Vicente auch mit Carlos Zingaro, Wilbert de Joode, Akira Sakata, Johannes Bauer, William Parker, Hamid Drake, Michael Moore, Roger Turner, Mars Williams, Jorrit Dijkstra, Jasper Stadhouders, Mary Oliver, Paul Nilssen-Love, Joost Buis und hat Aufnahmen gemacht. Des Weiteren spielt er seine eigenen Kompositionen in verschiedenen Duo-, Trio- und Quartett-Formationen, zu hören etwa auf House in the Valley (2023) und in Bandprojekten wie Chamber 4 und Clocks & Clouds. Im Bereich des Jazz war er laut Tom Lord zwischen 2013 und 2021 an 18 Aufnahmesessions beteiligt.

## Diskographische Hinweise
- Luis Vicente & Vasco Trilla: A Brighter Side of Darkness (Clean Feed, 2019)
- Luis Vicente & Vasco Trilla: Made of Mist (577 Records, 2020)
- Luis Vicente / John Dikeman / William Parker / Hamid Drake: Goes Without Saying, But It's Got to Be Said (JACC, 2021)
- Luis Vicente Trio: Chanting in the Name Of (2021), mit Gonçalo Almeida, Pedro Melo Alves
- Luis Vicente, Seppe Gebruers & Onno Govaert Room with No Name (Fundacja Słuchaj, 2022)
- Luís Vicente, John Dikeman, William Parker & Hamid Drake: Goes without Saying, but It’s Got to Be Said (2020)
- Twenty One 4Tet / Luís Vicente, John Dikeman, Wilbert de Joode & Onno Govaert: Live at Zaal 100 (2024)
- Gravelshard: Gravelshard (2024, mit Olaf Rupp, John Hughes, Vasco Trilla)